# Regina del Sud (serie televisiva)
Regina del Sud (Queen of the South) è una serie televisiva thriller drammatica statunitense. È andata in onda per la prima volta il 23 giugno 2016 su USA Network  ed è un adattamento della telenovela di successo La Regina del Sud, andata in onda su Telemundo, che a sua volta è un adattamento del romanzo omonimo dell'autore spagnolo Arturo Pérez-Reverte. Il 6 settembre 2016 USA Network ha rinnovato la serie per una seconda stagione andata in onda l'8 giugno 2017. Il 10 agosto 2017, la serie è stata rinnovata per una terza stagione, trasmessa a partire dal 21 giugno 2018. Ogni stagione è composta da 13 episodi.
In Italia, la serie è stata interamente pubblicata il 9 maggio 2017 su Netflix.
Il 2 ottobre 2018 la serie è stata confermata per una quarta stagione andata in onda nel 2019 negli Stati Uniti e disponibile dal 29 maggio 2020 su Netflix in Italia.
Il 29 agosto 2019 USA Network ha confermato la produzione per una quinta stagione, tuttavia le riprese sono state interrotte il 14 marzo 2020 a causa dello stato di emergenza causato dalla pandemia di COVID-19.
La quinta e ultima stagione è disponibile dal 9 marzo 2022 su Netflix.

## Trama
Una giovane donna di nome Teresa Mendoza, vede la sua vita cambiata il giorno in cui il suo fidanzato, un narcotrafficante, viene ucciso in Messico da Don Epifanio Vargas, suo padrino e capo del cartello. Per questo motivo, è costretta a fuggire in Texas con solo un quaderno che dovrebbe essere in grado di salvarle la vita. Nel tentativo di raggiungere il paese, viene catturata e costretta a lavorare per il cartello di Camila Vargas per sopravvivere, qui incontra James Valdez, braccio destro di Camila e che dopo diventerà un ottimo alleato di Teresa. In seguito scopre che Camila è la moglie di Don Epifanio, ma che è disposta a proteggerla finché non scoprirà perché lei è così importante per il marito. Teresa inizia lavorando come "porta droga"; infatti il suo primo compito è quello di ingoiare la cocaina per poi vomitarla una volta arrivata in aeroporto per consegnarla all'acquirente, tutto ciò insieme a James. Poi grazie al suo occhio riesce a comprendere l'imbroglio di un uomo che ha scambiato dei soldi veri con altri soldi falsi e ciò la fa vedere di buon occhio alla Vargas, che le affida il compito di spacciatrice indipendente. Durante le sue consegne Teresa va spesso dalla sua migliore amica Brenda che la sta aiutando a capire cosa contiene il quaderno che il suo ex ragazzo le aveva affidato, e che Don Epifanio è così impaziente di riavere. Insieme decidono poi di scappare vendendo il quaderno al Cartello Jìmenez, rivale del Cartello Vargas; ma l'acquisto va male così le donne sono obbligate a tornare in Messico per poter vedere le informazioni a "El Limpiador"; purtroppo anche questa volta la situazione sfugge di mano e le donne diventano prima ostaggi e poi, durante una fuga, Teresa riesce a scappare ma Brenda viene presa, torturata e uccisa. Ciò cambia le carte in tavola per Teresa che decide di non scappare più ma di iniziare una collaborazione con Camila, dandole il quaderno e pretendendo in cambio di diventare sua socia d'affari. I suoi primi compiti sono quelli di interrompere la distribuzione di Epifanio insieme a James, ma per farlo i due spesso si mettono in situazioni complicate in cui rischiano la vita: Teresa però non abbandona mai James e spesso lo salva e viceversa. Poi devono trovare nuovi distributori e nuovi fornitori, in ciò li aiuta Guero che si scopre non essere morto ma diventato informatore della DEA e per questo motivo Camila e James sono d'accordo di ucciderlo. Don Epifanio però fa di tutto per rovinare gli affari della donna, stringendo alleanze improbabili, perché desidera che lei torni a casa ad occuparsi della famiglia lasciando per sempre la vita nel Cartello. Quando infine Teresa scopre l'inganno di Camila, cerca di fuggire insieme alla nuova alleata Kelly Anne, a Pote e a Tony, il figlio di Brenda, ma viene rintracciata grazie ad un localizzatore che James aveva fatto mettere nel videogioco di Tony. Grazie all'aiuto dell'agente Loya, Teresa riesce ad uscirne viva e a scappare ma decide di tornare indietro a riprendersi la sua parte di cocaina e di soldi, poiché Dona Camila li aveva guadagnati solo grazie a lei, che era il contatto con El Santo, loro nuovo fornitore. Nella tentata rapina per riprendersi ciò che le spetta Teresa ha uno scontro con James e a causa della sparatoria tra i due, lei perde tutta la fiducia in lui. La donna consegna la merce al suo contatto, Davon Finch, che però scopre presto non essere cocaina bensì polvere di lattosio; infatti James aveva sostituito la merce poiché si aspettava una mossa simile dall'ex collega. Senza soldi e merce Teresa deve improvvisare e decide quindi di affrontare Camila ed Epifanio; per farlo si fa aiutare da Guero e da Pote ma durante quella che sarebbe dovuta essere solo una conversazione, Epifanio cerca di sparare alla donna, obbligandola a difenderla sparando a sua volta e uccidendo così l'uomo che fin dall'inizio le aveva creato tutti quei problemi. Ciò però causa una reazione improvvisa della ormai ex moglie che, una volta diventata governatrice al posto del defunto marito, chiede giustizia per il marito, indicando come assassina Teresa Mendoza e costringendola così a scappare dall'America. Nei 6 mesi successivi all'uccisione di Don Epifanio, Teresa si è trasferita in Europa, facendo girare lì il suo prodotto boliviano; ma una volta a Malta viene intercettata dagli uomini di Camila che tentano di ucciderla, questa volta viene però salvata da un uomo che non si aspetterebbe mai: James. James infatti ha cercato la donna nell'ultimo mese poiché desidera iniziare una collaborazione con lei, in seguito ad un avvenimento che l'ha piuttosto scosso. Teresa inizialmente è molto diffidente, ma dopo che l'uomo le salva ripetutamente la vita e l'aiuta a stabilirsi a Phoenix, dove possiede una casa, ricomincia a fidarsi e i sentimenti a lungo soppressi riemergono. Insieme la nuova coppia conquista la città di Phoenix, inoltre dopo una serie di avvenimenti riesce anche ad ottenere il controllo dell'intero tragitto Sinaloa-Phoenix; iniziando così la creazione dell'impero della droga di Teresa.

## Personaggi e interpreti

### Principali
- Teresa Mendoza, interpretata da Alice Braga (stagioni 1-5), doppiata da Angela Brusa[11]
- Doña Camila Vargas, interpretata da Veronica Falcón (stagione 1- 3), doppiata da Irene Di Valmo
- Brenda Parra, interpretata da Justina Machado, (stagione 1, ricorrente nella stagione 4), doppiata da Rossella Acerbo
- James Valdez, interpretato da Peter Gadiot (stagioni 1-5), doppiato da David Chevalier[12]
- Pote Galvez, interpretato da Hemky Madera (stagioni 1-5), doppiato da Stefano Thermes[13]
- Don Epifanio Vargas, interpretato da Joaquim de Almeida, (stagioni 1-2), doppiato da Luca Biagini[14]
- Cesar "Batman" Guemes, interpretato da Gerardo Taracena, (stagioni 1-2)
- Raymundo "El Güero" Davila, interpretato da Jon-Michael Ecker (stagioni 2-3, ricorrente nella stagione 1), doppiato da Daniele Giuliani
- Alberto Cortéz interpretato da Yancey Arias (stagione 3, ricorrente nella stagione 2), doppiato da Alberto Angrisano
- Giudice Cecil Lafayette, interpretato da David Andrews (stagioni 4-5), doppiato da Ennio Coltorti

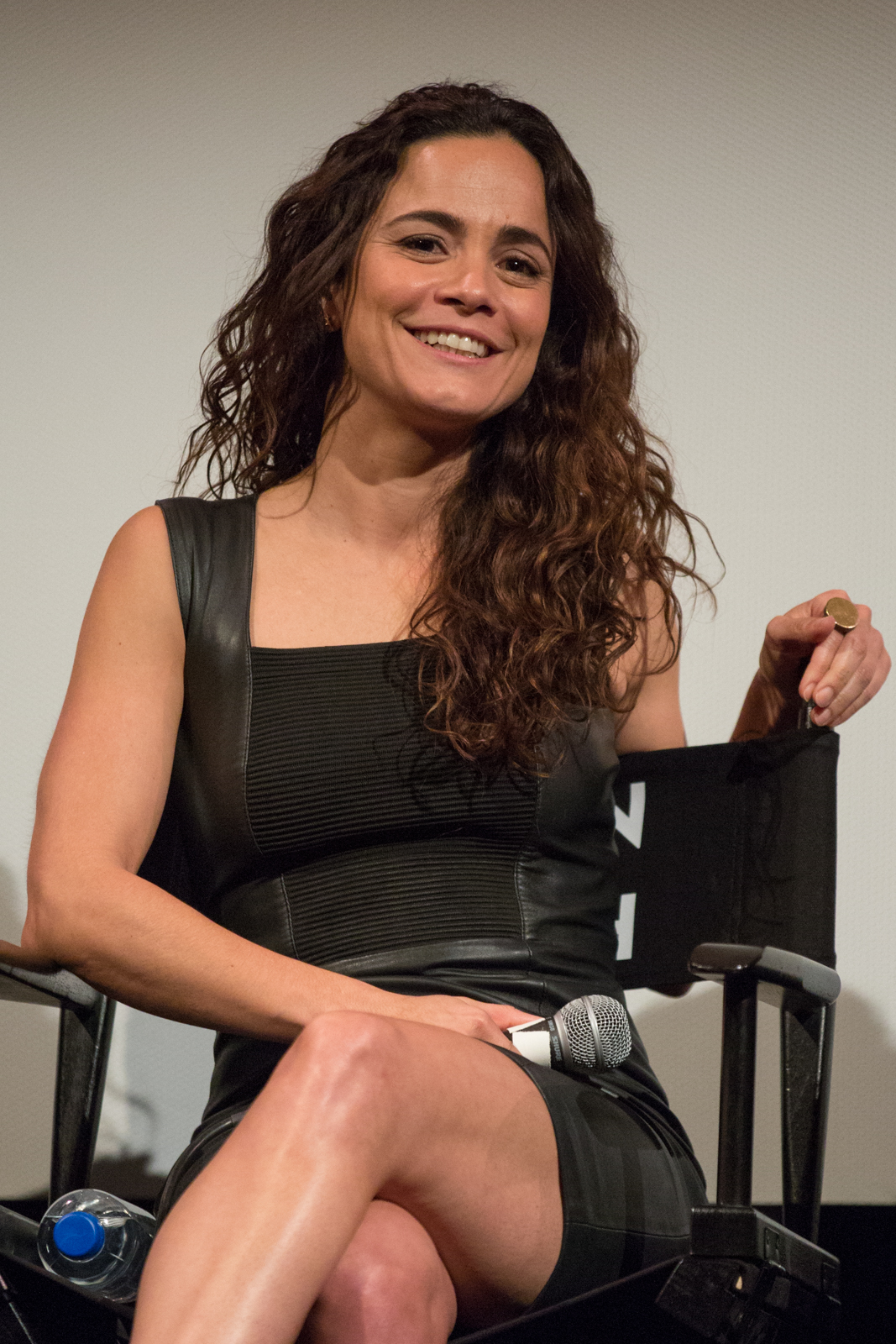
Alice Braga
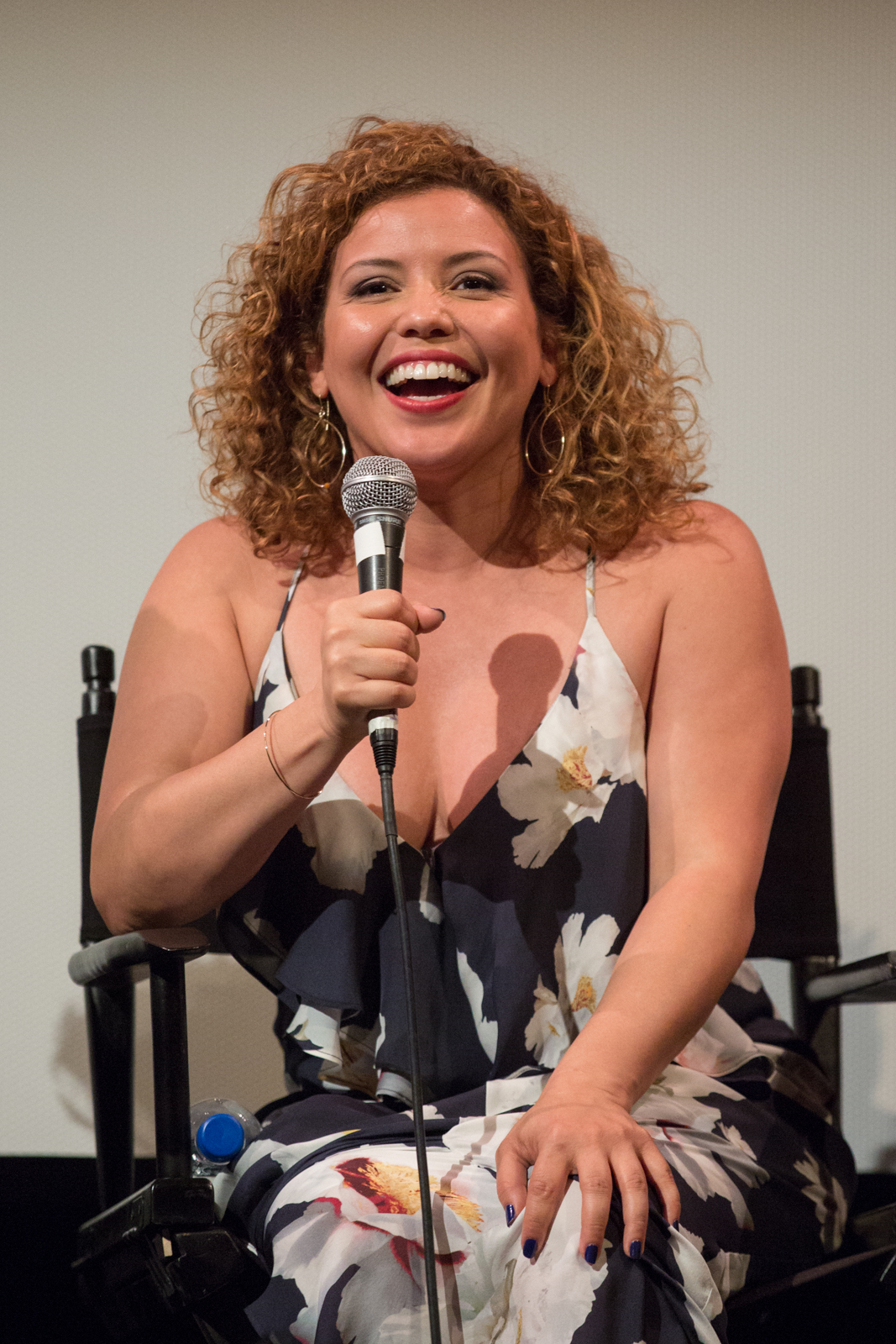
Justina Machado
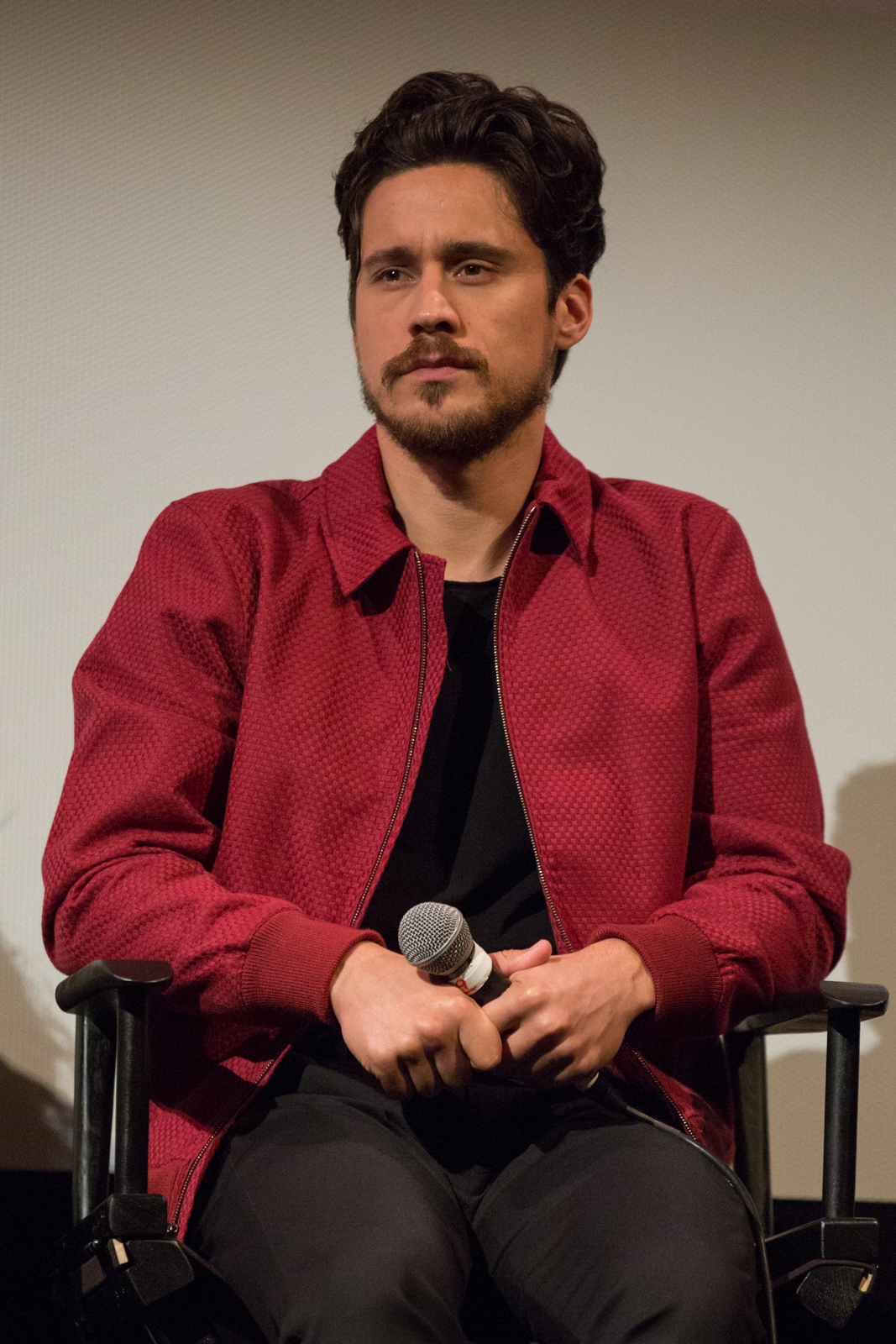
Peter Gadiot
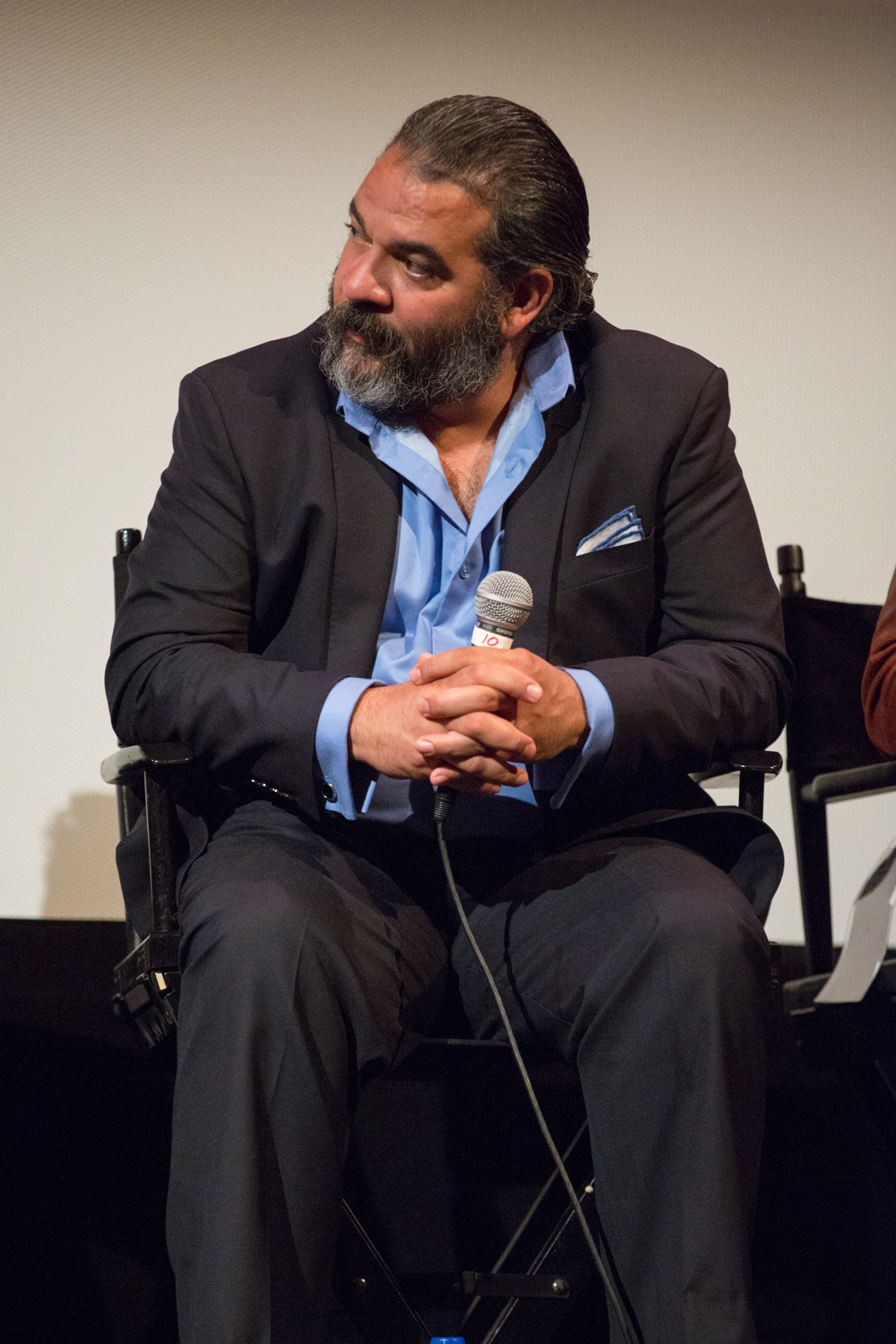
Hemky Madera
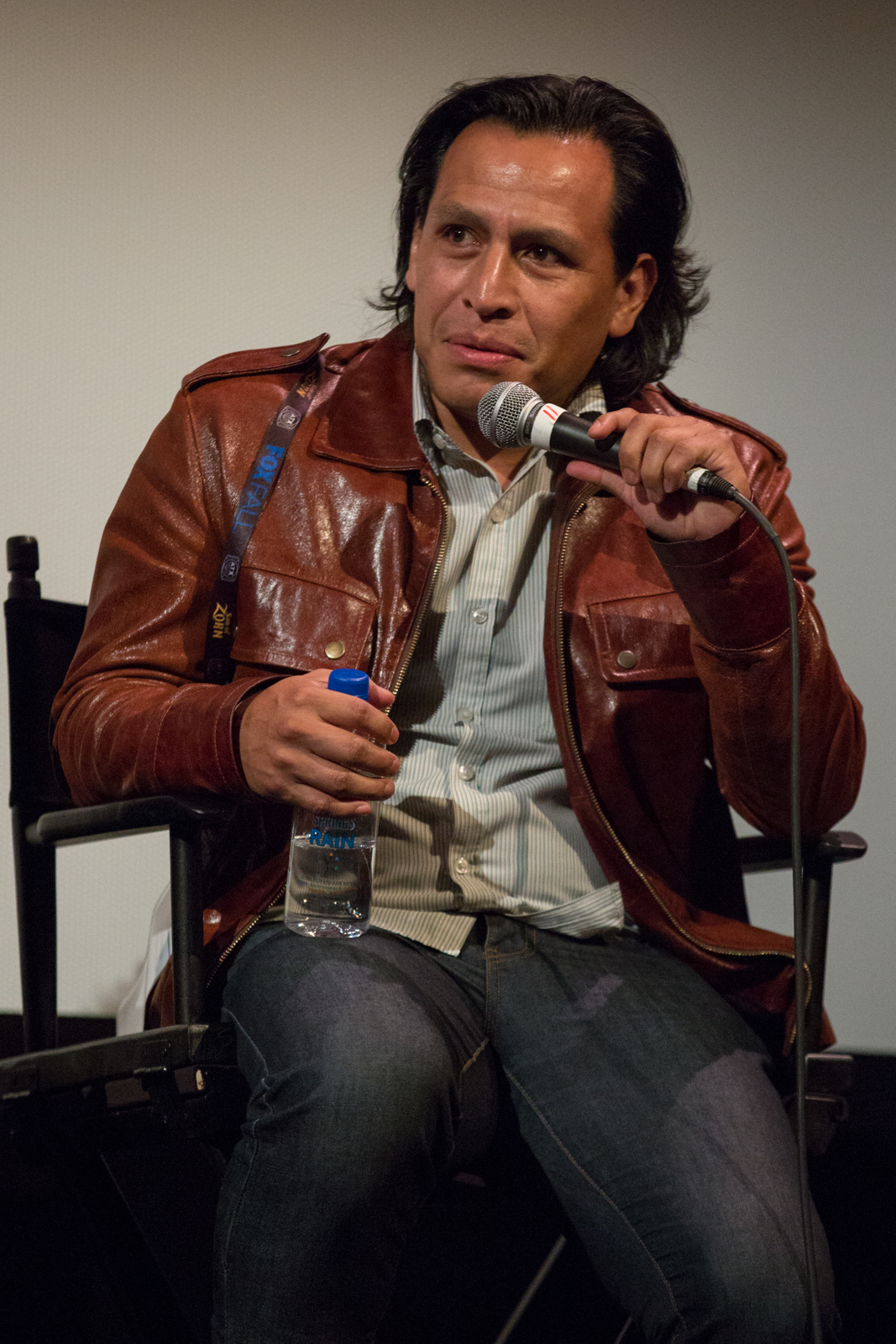
Gerardo Taracena
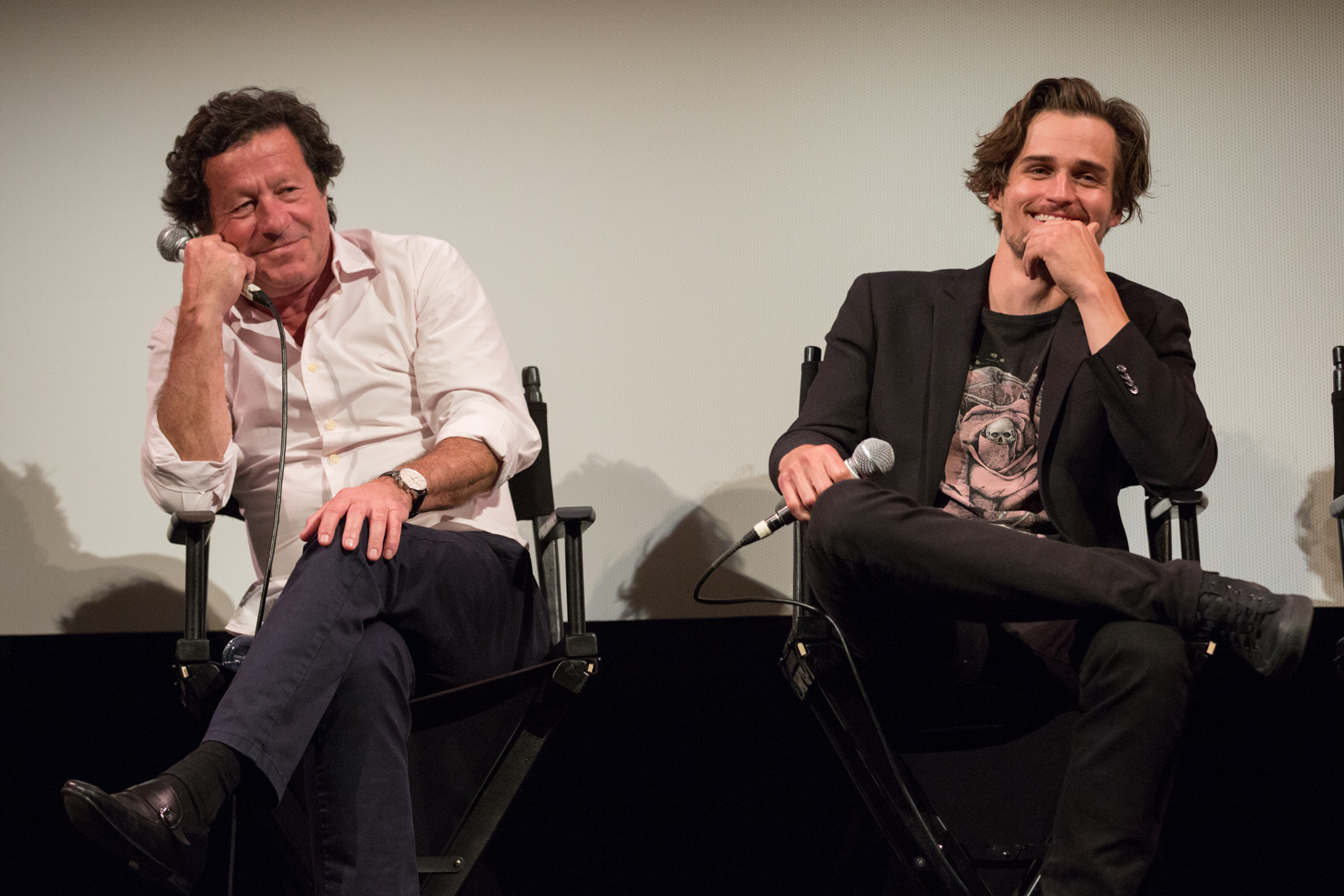
Joaquim De Almeida e Jon-Michael Ecker
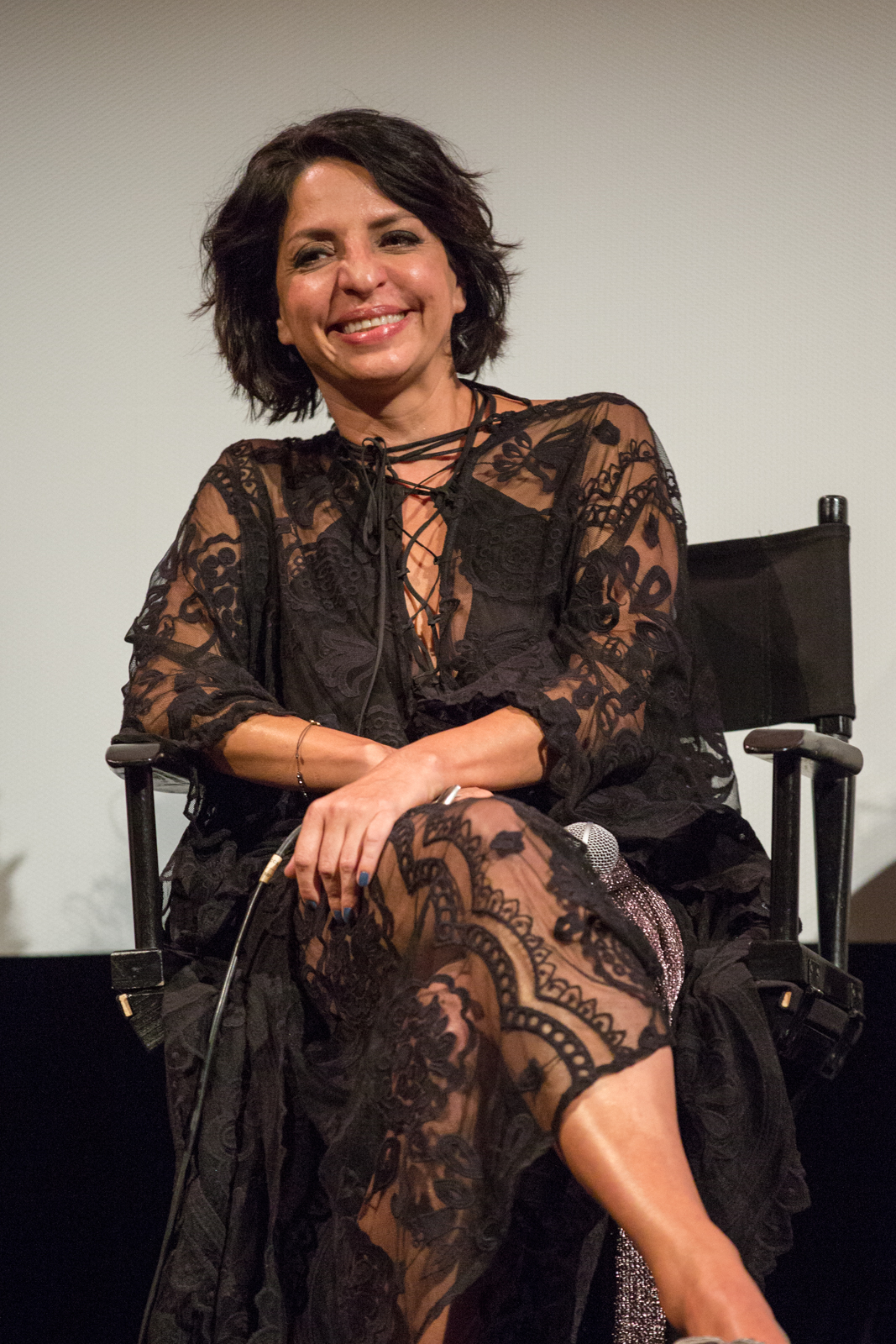
Veronica Falcón

### Secondari
- Javier Jimenez, interpretato da Alfonso Herrera (stagioni 3-5), doppiato da Gabriele Lopez[15]
- Kelly Anne Van Awken, interpretata da Molly Burnett (stagioni 2-5), doppiata da Geogia Lepore
- King George, interpretato da Ryan O'Nan (stagioni 2-5), doppiato da Massimo De Ambrosis
- Boaz Jimenez, interpretato da Joseph T. Campos (stagioni 1-5)
- Marcel Dumas, interpretato da Alimi Ballard (stagioni 4-5), doppiato da Francesco Cavuoto
- Tony Parra interpretato da Adolfo Alvarez (stagioni 1-2) e da Julian Silva (stagione 4)
- Teo Aljarafe, interpretato da Mark Consuelos (stagioni 1-2)[16]
- Davon Finch, interpretato da Jamie Hector (stagioni 2-3)
- Enrique "Kique" Jiménez, interpretato da Michel Duval (stagioni 2-3)
- Gato Fierros, interpretato da James Martinez (stagione 1)[17]
- Eva Buemeros interpretata da Ximena Duque (stagione 2)
- Olivia Gutiérrez interpretata da Paola Andino (stagione 2)
- Lil’ Traviesa, detta anche Lil T, interpretata da Snow tha product (stagioni 2-3)[18]
- Detective Randall Greene, interpretato da Cory Hart (stagione 4)
- Eddie Brucks, interpretato da Bailey Chase (stagione 4- in corso)
- Birdie, interpretata da Chelsea Tavares (stagione 4)
- Emilia, interpretata da Sofía Lama (stagione 4)
- Manny, interpretato da David Bianchi (stagione 4)
- Chicho, interpretato da Alejandro Barrios (stagioni 4-5)

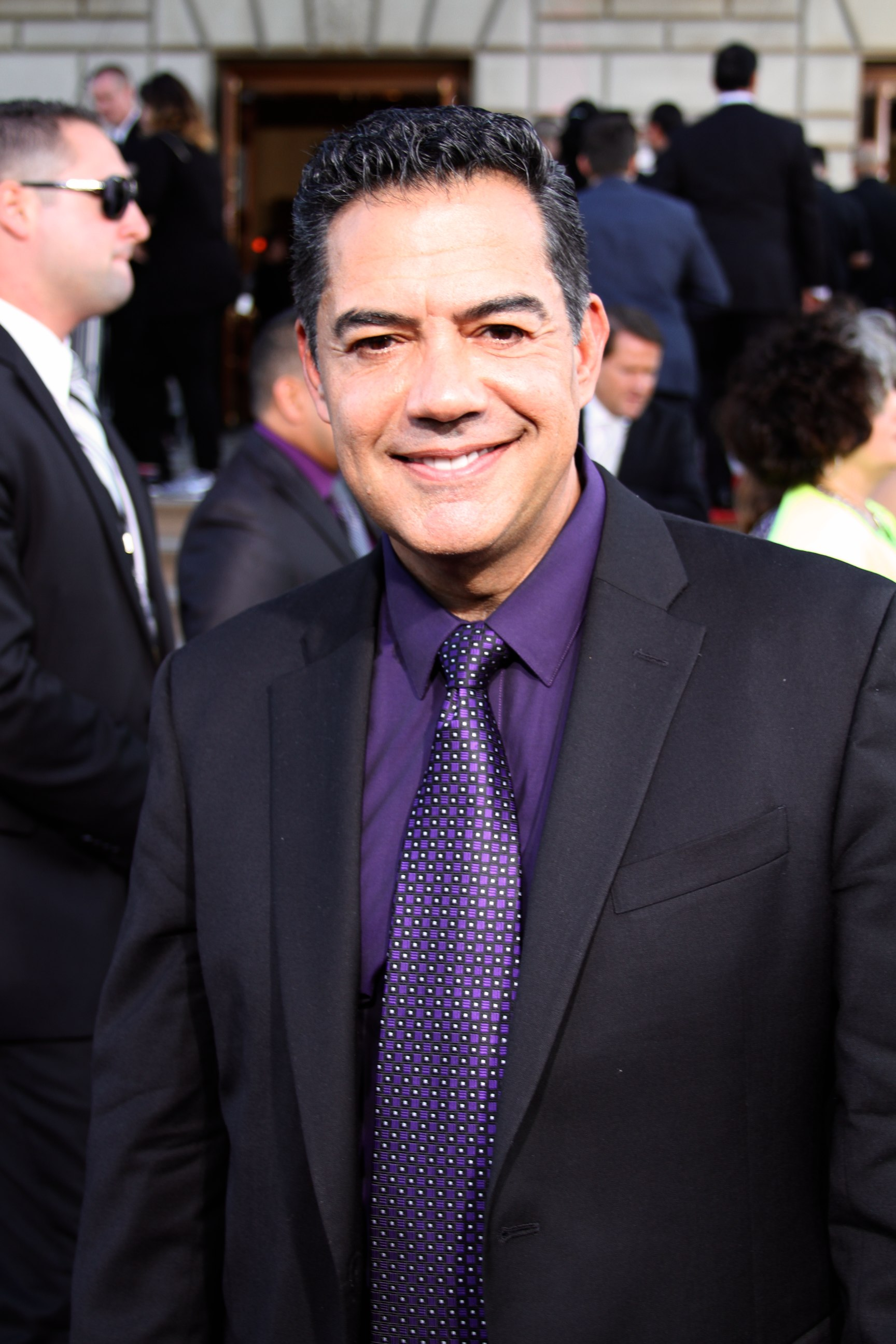
Carlos Gomez
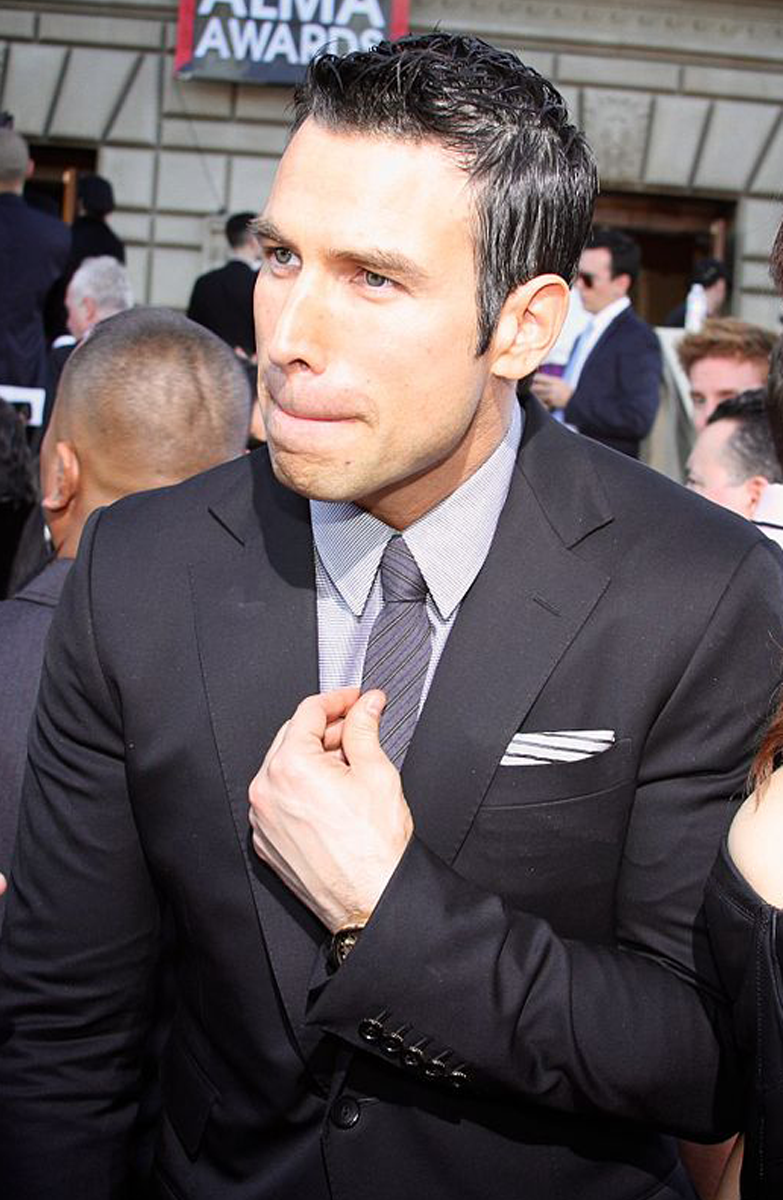
Rafael Amaya

## Episodi
| Stagione         | Episodi | Prima TV USA | Prima TV Italia |
| ---------------- | ------- | ------------ | --------------- |
| Prima stagione   | 13      | 2016         | 2017            |
| Seconda stagione | 13      | 2017         | 2018            |
| Terza stagione   | 13      | 2018         | 2019            |
| Quarta stagione  | 13      | 2019         | 2020            |
| Quinta stagione  | 10      | 2021         | 2022            |

## Accoglienza
La serie è stata accolta positivamente dalla critica. Sull'aggregatore di recensioni Rotten Tomatoes ha un indice di gradimento del 69% con un voto medio di 6.18 su 10, basato su 16 recensioni. Il commento del sito recita: "Queen of the South ravviva una premessa eccessiva con azione e forza narrativa e mostra accenni di potenziale intrigante". Su Metacritic, invece, ha un punteggio di 59 su 100, basato su 15 recensioni.

## Riconoscimenti
Regina del Sud ha vinto in totale tre premi ed è stata nominata ben 16 volte: quattordici agli Imagine Awards e due volte ai WIN Awards, entrambi sono dei premi statunitensi.
Un premio è stato vinto da Peter Gadiot agli Imagine Awards del 2017 come miglior attore secondario in una serie televisiva, mentre il secondo è stato vinto lo stesso anno nella stessa cerimonia dall'intero cast e dalla produzione per la miglior serie televisiva drammatica. Il terzo premio è stato consegnato nel 2018 a Natalie Chaidez per il miglior film o show scritto da una donna.
L'attrice protagonista, Alice Braga, è stata nominata per tre anni di fila agli Imagine Awards come miglior attrice di una serie televisiva, ma non ha mai vinto.